# Mercedes-Benz Classe B (Type 246)
 (août 2015).
Si vous disposez d'ouvrages ou d'articles de référence ou si vous connaissez des sites web de qualité traitant du thème abordé ici, merci de compléter l'article en donnant les références utiles à sa vérifiabilité et en les liant à la section « Notes et références ».
La Mercedes-Benz Type 246 est un monospace compact fabriqué par Mercedes-Benz entre 2012 et 2018. Elle fut restylée en 2015. La Type 246 fait partie des Classe B.

## Historique
- 2011 : présentation du modèle au salon de Francfort.
- 2012 : lancement de la W246.
- 2015 : lancement de la Phase II.

### Phase 1

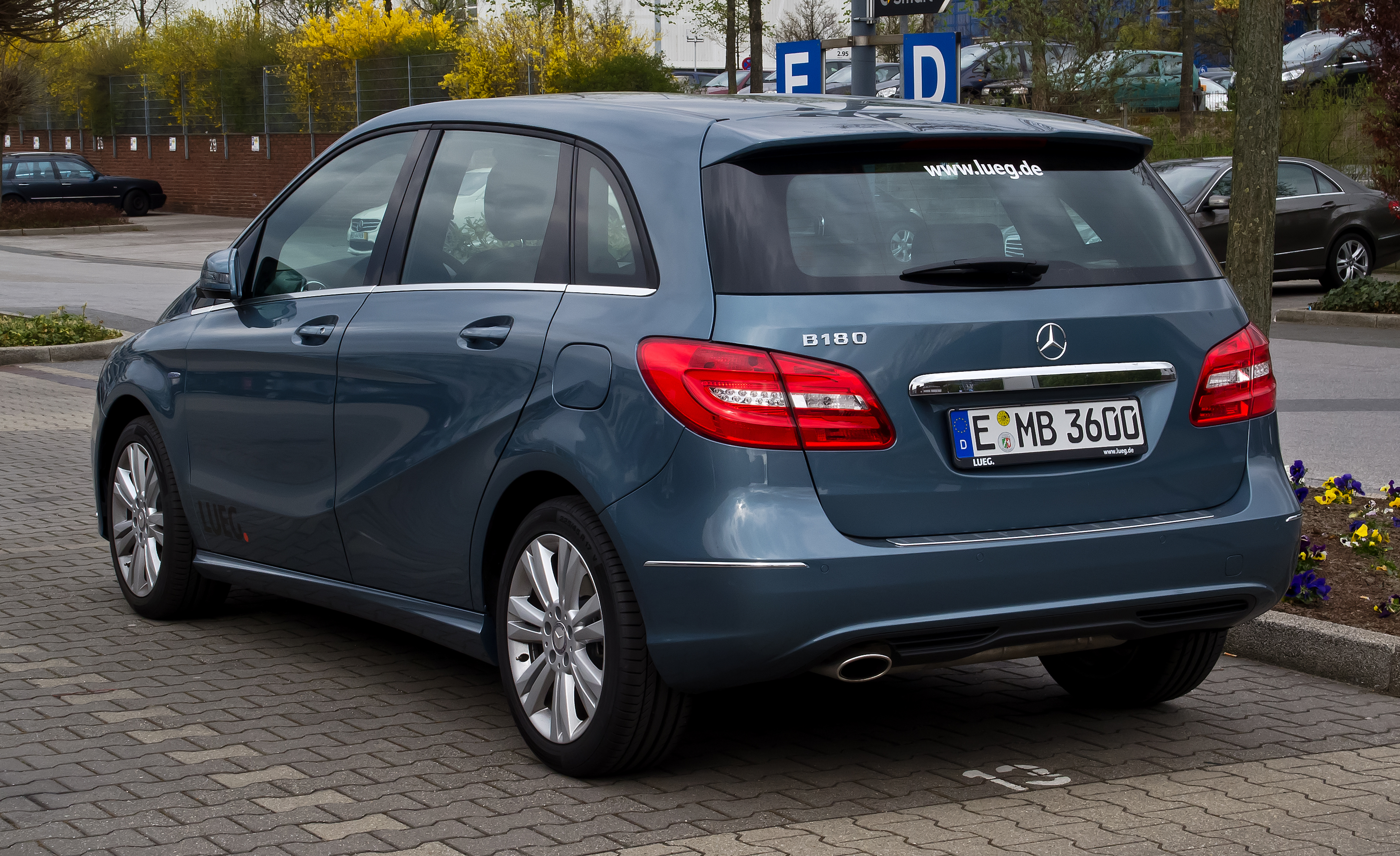
Vue arrière de la Phase I.

Elle sera produite de 2012 à 2015.

### Phase 2
Elle sera produite de 2015 à fin 2018.

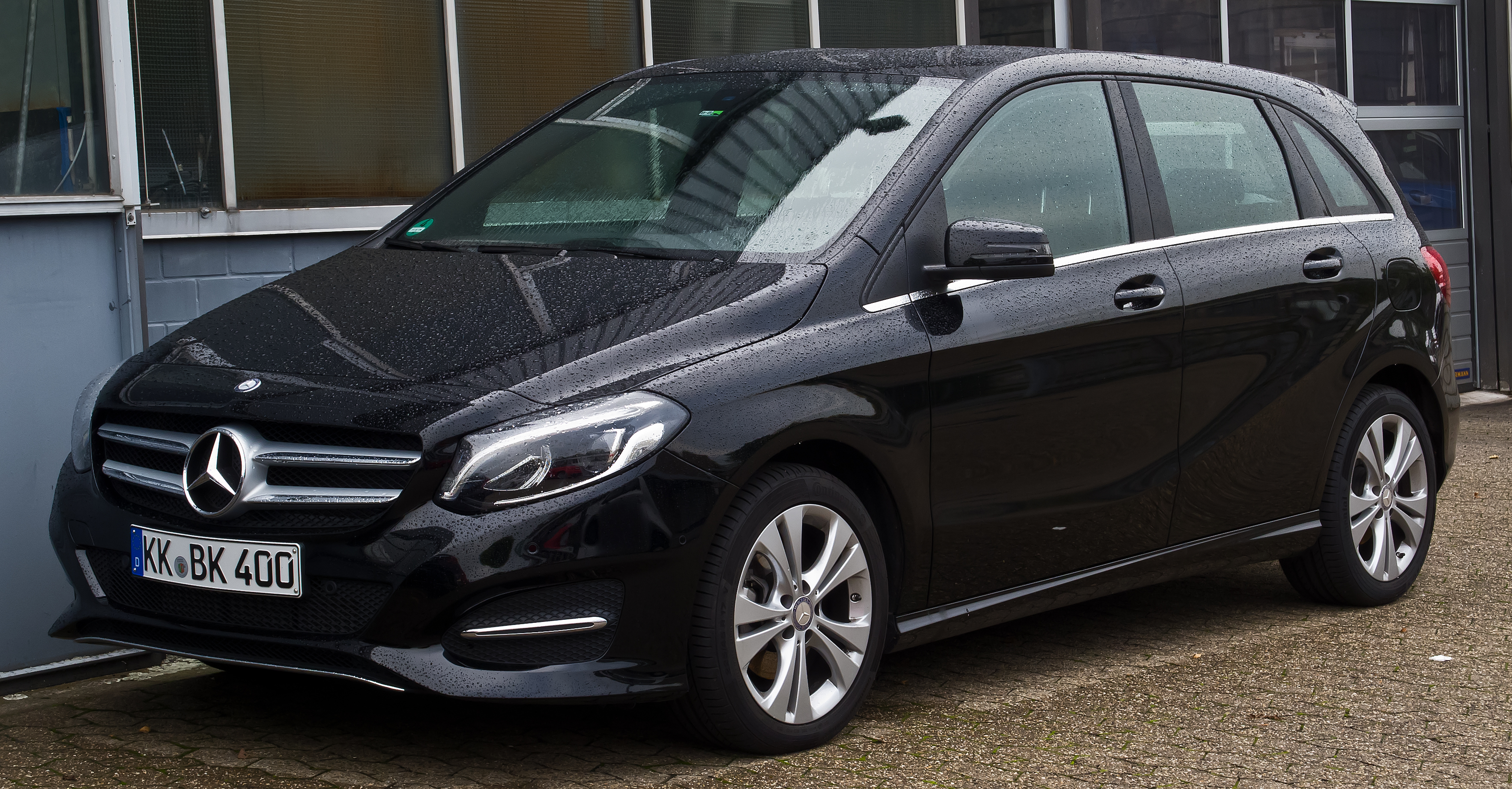
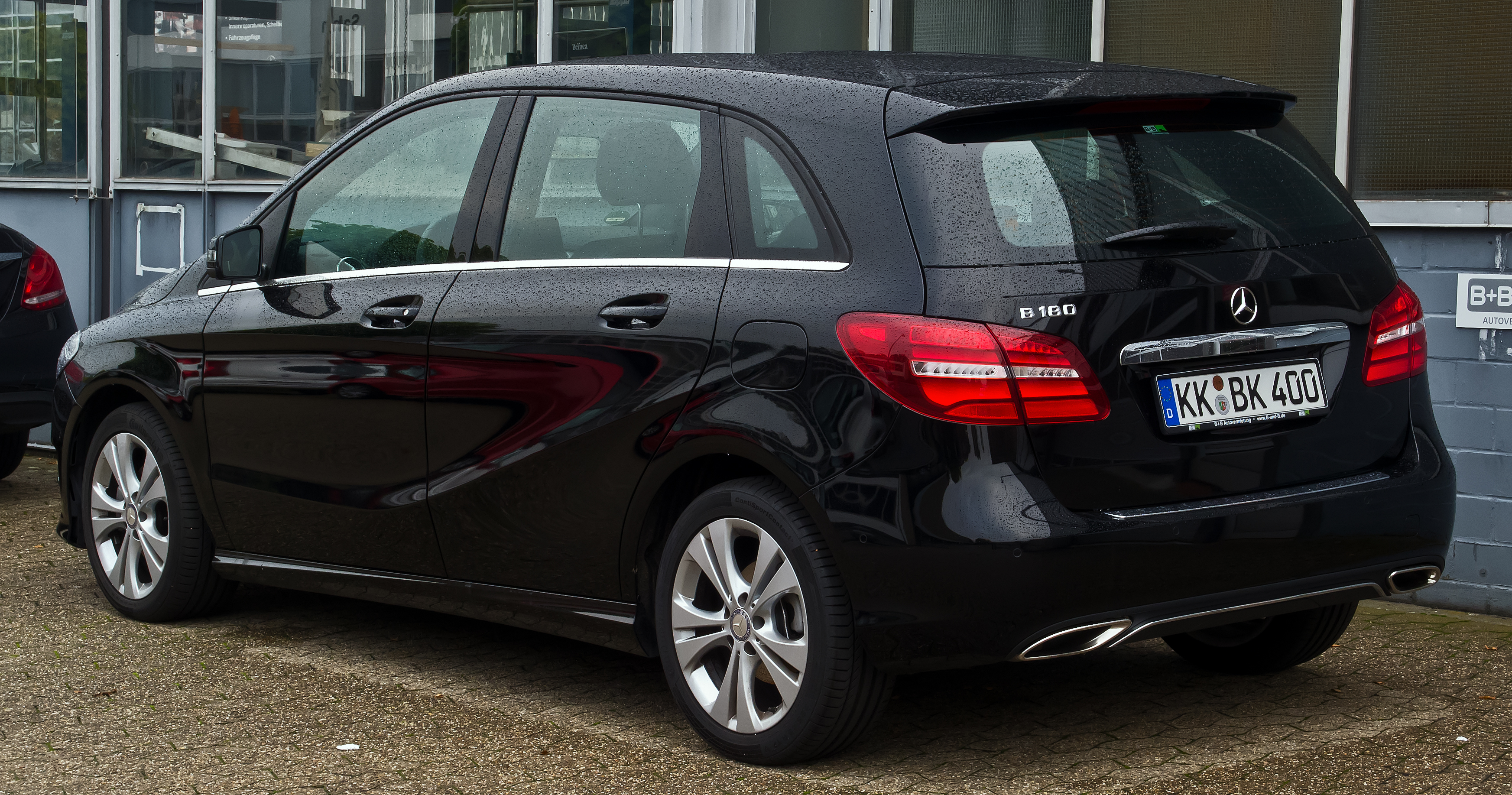

## Les différentes versions
|                     | 2012                     | 2013      | 2014                 | 2015           | 2016           | 2017           | 2018      |
| Phase I             | Phase I                  | Phase I   | Phase II             | Phase II       | Phase II       | Phase II       |           |
| Classe B (Type 246) |                          |           |                      | B 160          | B 160          | B 160          | B 160     |
| Classe B (Type 246) | B 160 CDI                |           |                      |                |                |                |           |
| Classe B (Type 246) | B 180                    | B 180     | B 180                | B 180          | B 180          | B 180          | B 180     |
| Classe B (Type 246) |                          |           | B 180 BlueEFFICIENCY |                |                |                |           |
| Classe B (Type 246) | B 180 CDI                | B 180 CDI | B 180 CDI            | B 180 CDI      | B 180 CDI      | B 180 CDI      | B 180 CDI |
| Classe B (Type 246) | B 180 CDI BlueEFFICIENCY |           |                      |                |                |                |           |
| Classe B (Type 246) | B 200                    | B 200     | B 200                | B 200          | B 200          | B 200          | B 200     |
| Classe B (Type 246) | B 200 4MATIC             |           |                      |                |                |                |           |
| Classe B (Type 246) | B 200 CDI                | B 200 CDI | B 200 CDI            | B 200 CDI      | B 200 CDI      | B 200 CDI      | B 200 CDI |
| Classe B (Type 246) |                          |           | B 200 CDI 4MATIC     |                |                |                |           |
| Classe B (Type 246) | B 200 Natural Gas Drive  |           |                      |                |                |                |           |
| Classe B (Type 246) | B 220 4MATIC             |           |                      |                |                |                |           |
| Classe B (Type 246) |                          | B 220 CDI | B 220 CDI            | B 220 CDI      | B 220 CDI      | B 220 CDI      | B 220 CDI |
| Classe B (Type 246) |                          |           | B 220 CDI 4MATIC     |                |                |                |           |
| Classe B (Type 246) | B 250                    |           |                      |                |                |                |           |
| Classe B (Type 246) |                          |           | B 250 4MATIC         |                |                |                |           |
| Classe B (Type 242) |                          |           | Electric Drive       | Electric Drive | Electric Drive | Electric Drive |           |

Légende couleur : Essence ; Diesel ; Gaz naturel ; Électrique

### Versions spécifiques
W246 - Natural Gas Drive

Équipé d'un moteur fonctionnant au gaz naturel.

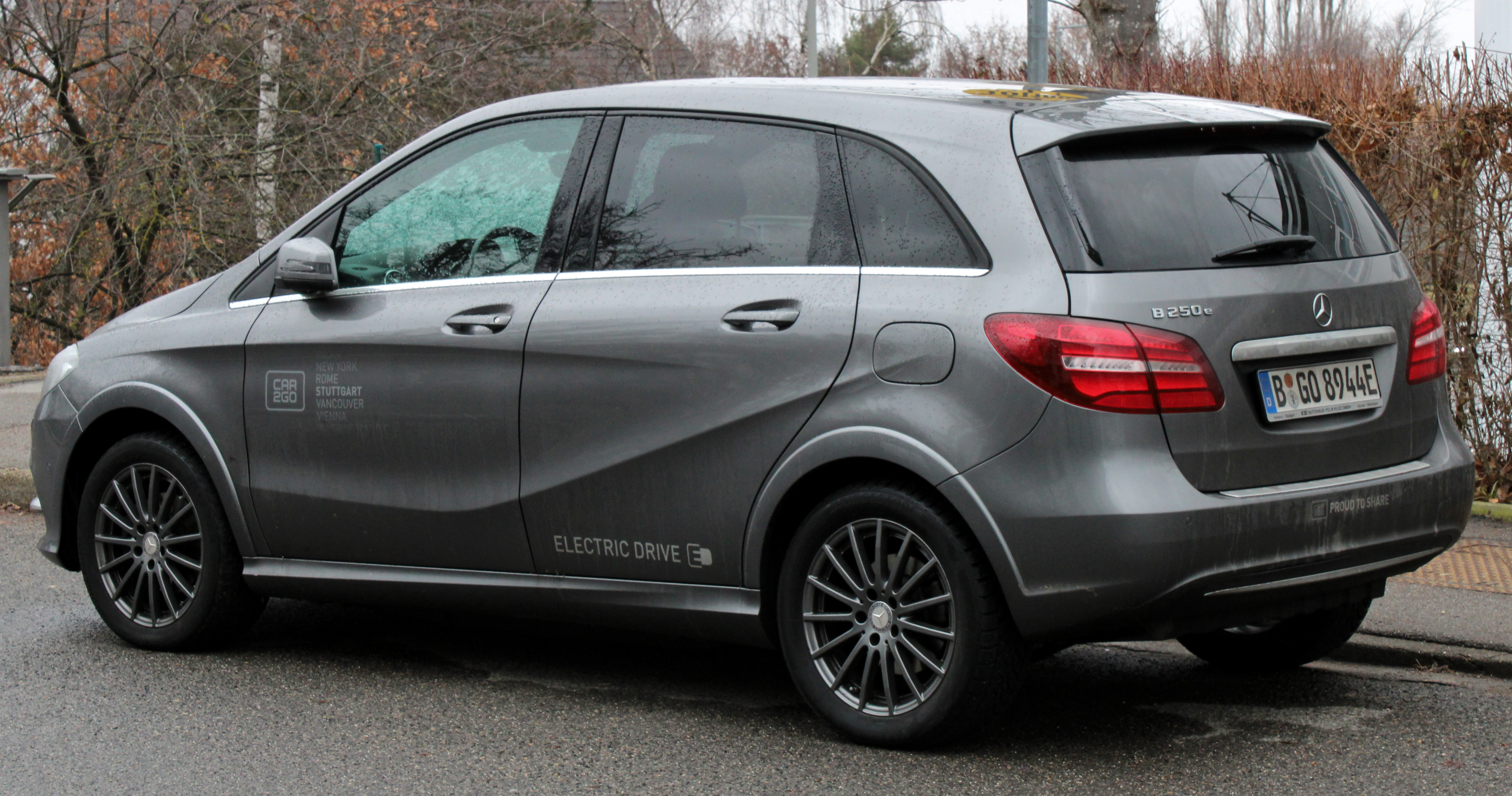
W242 - Electric Drive

Équipé d'un moteur électrique.
- Voir : Mercedes-Benz Type 242.

## Caractéristiques

### Motorisations

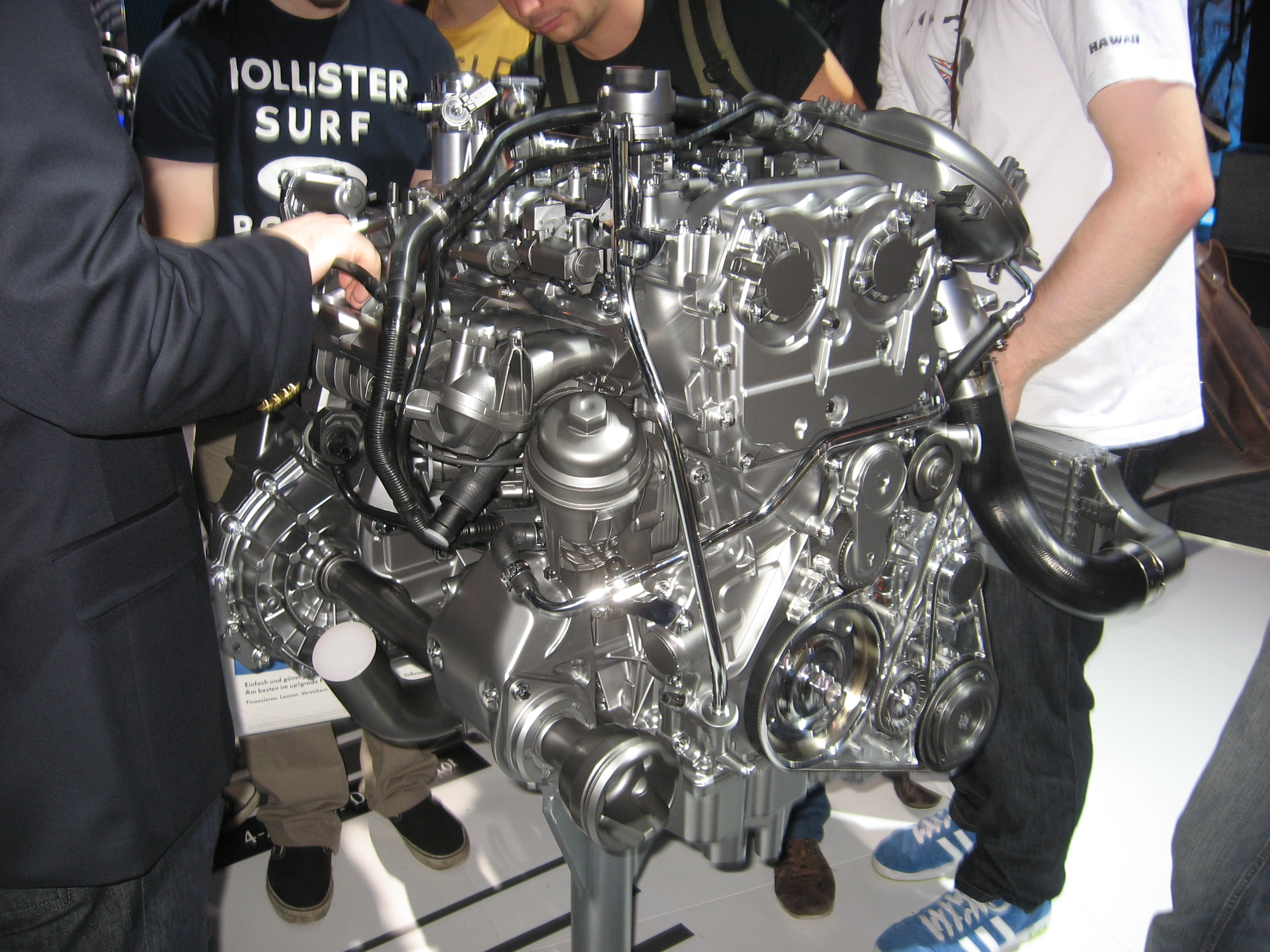
Moteur essence M 270.

La Type 246 a eu six motorisations différentes de quatre cylindres lors de son lancement (trois essence et trois diesel). Elle en a aujourd'hui treize de disponible dont sept en essence et six en diesel. Six ne sont plus disponibles.
- Du côté des moteurs essence :
  - le M 270 quatre cylindres en ligne à injection directe de 1,6 litre faisant 102 ch. Disponible sur la B 160.
  - le M 270 quatre cylindres en ligne à injection directe de 1,6 litre faisant 122 ch. Disponible sur les B 180.
  - le M 270 quatre cylindres en ligne à injection directe de 1,6 litre faisant 156 ch. Disponible sur les B 200.
  - le M 270 quatre cylindres en ligne à injection directe de 2,0 litres faisant 184 ch. Disponible sur la B 220.
  - le M 270 quatre cylindres en ligne à injection directe de 2,0 litres faisant 211 ch. Disponible sur les B 250.

- Du côté des moteurs diesel :
  - le OM 607 quatre cylindres en ligne à injection directe Common Rail de 1,5 litre avec turbocompresseur faisant 90 ch. Disponible sur la B 160 CDI.
  - le OM 607 quatre cylindres en ligne à injection directe Common Rail de 1,5 litre avec turbocompresseur faisant 109 ch. Disponible sur les B 180 CDI phase II.
  - le OM651 quatre cylindres en ligne à injection directe Common Rail de 1,8 litre avec turbocompresseur faisant 109 ch. Disponible sur la B 180 CDI phase I.
  - le OM 651 quatre cylindres en ligne à injection directe Common Rail de 1,8 litre avec turbocompresseur faisant 136 ch. Disponible sur la B 200 CDI phase I.
  - le OM 651 quatre cylindres en ligne à injection directe Common Rail de 2,1 litres avec turbocompresseur faisant 136 ch. Disponible sur les B 200 CDI phase II.
  - le OM 651 quatre cylindres en ligne à injection directe Common Rail de 2,1 litres avec turbocompresseur faisant 170 ch. Disponible sur les B 220 CDI phase I.
  - le OM 651 quatre cylindres en ligne à injection directe Common Rail de 2,1 litres avec turbocompresseur faisant 177 ch. Disponible sur les B 220 CDI phase II.

Tous les moteurs sont conformes à la norme anti-pollution Euro 5 et 6. Ils sont munis du système Stop/Start ECO permettant de couper le moteur lors des arrêts fréquents de la voiture. Ce système vise à diminuer la consommation en carburant, en particulier en ville.
| Modèle                                  | Construction      | Moteur + Nom                             | Cylindrée         | Performance                         | Couple                       | 0 à 100 km/h | Vitesse maxi | Consommation + CO2                |
| B 160 (boite manu. 6 ou auto. 7)        | 08/2015 - 12/2018 | 4 cylindres en ligne M 270 DE 16 AL red. | 1 595 cm3 (1,6 L) | 75 kW (102 ch) à 4 500–6 000 tr/min | 180 N m à 1 200–3 500 tr/min | 10,7 s       | 190 km/h     | 5,4 - 5,6 l/100 km 125 - 130 g/km |
| B 180 (boite manu. 6 ou auto. 7)        | 11/2011 - 11/2014 | 4 cylindres en ligne M 270 DE 16 AL red. | 1 595 cm3 (1,6 L) | 90 kW (122 ch) à 5 000 tr/min       | 200 N m à 1 250–4 000 tr/min | 10,4 s       | 190 km/h     | 5,9 - 6,2 l/100 km 137 - 144 g/km |
| B 180 (boite manu. 6 ou auto. 7)        | 11/2014 - 12/2018 | 4 cylindres en ligne M 270 DE 16 AL red. | 1 595 cm3 (1,6 L) | 90 kW (122 ch) à 5 000 tr/min       | 200 N m à 1 250–4 000 tr/min | 9,3 s        | 200 km/h     | 5,6 l/100 km 129 g/km             |
| B 180 BlueEFFICIENCY (boite manuelle 6) | 03/2015 - 12/2018 | 4 cylindres en ligne M 270 DE 16 AL red. | 1 595 cm3 (1,6 L) | 90 kW (122 ch) à 5 000 tr/min       | 200 N m à 1 250–4 000 tr/min | 9,3 s        | 190 km/h     | 5,2 l/100 km 122 g/km             |
| B 200 (boite manu. 6 ou auto. 7)        | 11/2011 - 11/2014 | 4 cylindres en ligne M 270 DE 16 AL      | 1 595 cm3 (1,6 L) | 115 kW (156 ch) à 5 300 tr/min      | 250 N m à 1 250–4 000 tr/min | 8,6 s        | 220 km/h     | 5,9 - 6,2 l/100 km 138 - 144 g/km |
| B 200 (boite manu. 6 ou auto. 7)        | 11/2014 - 12/2018 | 4 cylindres en ligne M 270 DE 16 AL      | 1 595 cm3 (1,6 L) | 115 kW (156 ch) à 5 300 tr/min      | 250 N m à 1 250–4 000 tr/min | 8,6 s        | 220 km/h     | 5,6 l/100 km 130 g/km             |
| B 220 4MATIC (boite automatique 7)      | 07/2013 - 12/2018 | 4 cylindres en ligne M 270 DE 20 AL      | 1 991 cm3 (2,0 L) | 135 kW (184 ch) à 5 500 tr/min      | 300 N m à 1 250–4 000 tr/min | 7,5 s        | 225 km/h     | 6,5 - 6,7 l/100 km 151 - 156 g/km |
| B 250 (boite automatique 7)             | 05/2012 - 12/2018 | 4 cylindres en ligne M 270 DE 20 AL      | 1 991 cm3 (2,0 L) | 155 kW (211 ch) à 5 500 tr/min      | 350 N m à 1 250–4 000 tr/min | 6,5 s        | 240 km/h     | 6,1 - 6,3 l/100 km 141 - 147 g/km |
| B 250 4MATIC (boite automatique 7)      | 11/2014 - 12/2018 | 4 cylindres en ligne M 270 DE 20 AL      | 1 991 cm3 (2,0 L) | 155 kW (211 ch) à 5 500 tr/min      | 350 N m à 1 250–4 000 tr/min | 6,5 s        | 235 km/h     | 6,6 l/100 km 154 g/km             |

| Modèle                                      | Construction      | Moteur + Nom                         | Cylindrée         | Performance                          | Couple                       | 0 à 100 km/h | Vitesse maxi | Consommation + CO2                |
| B 160 CDI (boite manu. 6 ou auto. 7)        | 09/2013 - 12/2018 | 4 cylindres en ligne OM 607 DE 15 LA | 1 461 cm3 (1,5 L) | 66 kW (90 ch) à 2 750–4 000 tr/min   | 220 N m à 1 700–2 500 tr/min | 14,0 s       | 180 km/h     | 4,1 - 4,5 l/100 km 108 - 117 g/km |
| B 180 CDI (boite manu. 6 ou auto. 7)        | 11/2011 - 10/2013 | 4 cylindres en ligne OM651           | 1 796 cm3 (1,8 L) | 80 kW (109 ch) à 3 200–4 600 tr/min  | 250 N m à 1 400–2 800 tr/min | 10,9 s       | 190 km/h     | 4,4 - 4,6 l/100 km 114 - 121 g/km |
| B 180 CDI (boite manu. 6 ou auto. 7)        | 06/2013 - 12/2018 | 4 cylindres en ligne OM 607 DE 15 LA | 1 461 cm3 (1,5 L) | 80 kW (109 ch) à 4 000 tr/min        | 260 N m à 1 750–2 500 tr/min | 11,6 s       | 190 km/h     | 4,1 - 4,5 l/100 km 108 - 117 g/km |
| B 180 CDI BlueEFFICIENCY (boite manuelle 6) | 09/2013 - 12/2018 | 4 cylindres en ligne OM 607 DE 15 LA | 1 461 cm3 (1,5 L) | 80 kW (109 ch) à 4 000 tr/min        | 260 N m à 1 750–2 500 tr/min | 11,6 s       | 190 km/h     | 3,6 l/100 km 94 g/km              |
| B 200 CDI (boite manu. 6 ou auto. 7)        | 11/2011 - 11/2014 | 4 cylindres en ligne OM 651          | 1 796 cm3 (1,8 L) | 100 kW (136 ch) à 3 600–4 400 tr/min | 300 N m à 1 600–3 000 tr/min | 9,5 s        | 210 km/h     | 4,4 - 4,6 l/100 km 115 - 121 g/km |
| B 200 CDI (boite manu. 6 ou auto. 7)        | 11/2014 - 12/2018 | 4 cylindres en ligne OM 651          | 2 143 cm3 (2,1 L) | 100 kW (136 ch) à 3 200–4 000 tr/min | 250 N m à 1 400–2 800 tr/min | 9,9 s        | 210 km/h     | 4,4 - 4,6 l/100 km 111 g/km       |
| B 200 CDI 4MATIC (boite automatique 7)      | 11/2014 - 12/2018 | 4 cylindres en ligne OM 651          | 2 143 cm3 (2,1 L) | 100 kW (136 ch) à 3 400–4 400 tr/min | 300 N m à 1 400–3 000 tr/min | 9,8 s        | 207 km/h     | 4,3 l/100 km 130 g/km             |
| B 220 CDI (boite automatique 7)             | 12/2012 - 02/2014 | 4 cylindres en ligne OM 651          | 2 143 cm3 (2,1 L) | 125 kW (170 ch) à 3 400–4 000 tr/min | 350 N m à 1 400–3 400 tr/min | 8,3 s        | 220 km/h     | 4,4 - 4,6 l/100 km 114 - 120 g/km |
| B 220 CDI (boite automatique 7)             | 03/2014 - 09/2014 | 4 cylindres en ligne OM 651          | 2 143 cm3 (2,1 L) | 125 kW (170 ch) à 3 400–4 000 tr/min | 350 N m à 1 400–3 400 tr/min | 8,3 s        | 220 km/h     | 4,1 - 4,3 l/100 km 107 - 111 g/km |
| B 220 CDI (boite automatique 7)             | 09/2014 - 12/2018 | 4 cylindres en ligne OM 651          | 2 143 cm3 (2,1 L) | 130 kW (177 ch) à 3 600–3 800 tr/min | 350 N m à 1 400–3 400 tr/min | 8,3 s        | 224 km/h     | 4,1 - 4,3 l/100 km 107 - 111 g/km |
| B 220 CDI 4MATIC (boite automatique 7)      | 09/2014 - 12/2018 | 4 cylindres en ligne OM 651          | 2 143 cm3 (2,1 L) | 130 kW (177 ch) à 360–800 tr/min     | 350 N m à 1 400–3 400 tr/min | 8,3 s        | 220 km/h     | 5,0 l/100 km 130 g/km             |

| Modèle + Carburant                                 | Construction      | Moteur + Nom                        | Cylindrée         | Performance                  | Couple                       | 0 à 100 km/h | Vitesse maxi | Consommation + CO2                |
| B 200 Natural Gas Drive (boite manu. 6 ou auto. 7) | 01/2013 - 10/2017 | 4 cylindres en ligne M 270 DE 20 AL | 1 991 cm3 (2,0 L) | 115 kW (156 ch) à 500 tr/min | 270 N m à 1 250–4 000 tr/min | 9,2 s        | 200 km/h     | 4,3 - 4,4 l/100 km 115 - 119 g/km |

### Boîte automatique
La Classe B W246 peut être équipée d'une nouvelle boîte de vitesses robotisée à double embrayage et à 7 rapports (plus une marche arrière), appelée «7G-DCT». Celle-ci remplace l'ancienne boîte automatique à variation continue (CVT). La 7G-DCT comporte deux demi-boîtes, chacune avec son embrayage. La première possède les pignons des vitesses impaires, l'autre les pignons des vitesses paires. Le changement de rapport se fait avec un faible temps de réaction et presque sans rupture de charge. En effet, à l'accélération par exemple, la demi-boîte non utilisée va présélectionner le pignon suivant. Au moment de changer de rapport, les deux embrayages inversent leur position presque simultanément.
La boîte 7G-DCT est refroidie grâce à une pompe électrique à huile qui fonctionne même lors de la coupure momentanée du moteur (utilisation du Stop/Start).

### Finitions
Style

Par rapport au modèle de base, les modèles Style incluent une calandre avec deux lames peintes en argent iridium avec des inserts en chrome. Les tringles de bordure sont chromées dans cette ligne de finition. Au pare-chocs arrière, une bande de garniture chromée supplémentaire est fixée. Les jantes en alliage de 16 pouces à 10 rayons sont de série. De plus, le chrome argenté est attaché à divers endroits tels que le volant, le levier de vitesses ou les bouches d'aération.
Urban

Les caractéristiques de la gamme d'équipement Urban sont le système d'échappement à double flux intégré au pare-chocs avec des garnitures d'échappement en acier inoxydable trapézoïdal, des barres de finition chromées, une calandre à deux lames équipée d'argent iridium et de chrome et des jantes en alliage léger de 17 pouces. Les housses de cette ligne sont en partie en similicuir, cette ligne est dotée d'un volant multifonction en cuir et d'un levier de vitesses en cuir, un tableau de bord modifié avec des instruments ronds argentés et des aiguilles rouges. De plus, des coutures contrastantes et du chrome argenté sont attachés à différents endroits.
AMG Line

La gamme d'équipement AMG Line la plus haute se caractérise par des tabliers avant, latéraux et arrière AMG, des jantes alliage AMG 18 pouces gris titane avec cinq doubles rayons, une calandre à double lame peinte en iridium et partiellement chromée, un système d'échappement double flux en acier inoxydable trapézoïdal , De plus, une suspension sport avec un corps abaissé et une direction directe est installée ici. Les housses de siège de cette ligne sont en partie en similicuir et ont des coutures contrastantes en rouge, le volant sport multifonction est aplati en bas et en cuir comme le levier de vitesses et est doté de coutures contrastantes rouges. Le tableau de bord a été modifié avec des instruments ronds argentés et des aiguilles rouges. Enfin, la gamme AMG contient un système de pédale de sport et, à divers points, des coutures contrastantes rouges et du chrome argenté.

### Options et accessoires

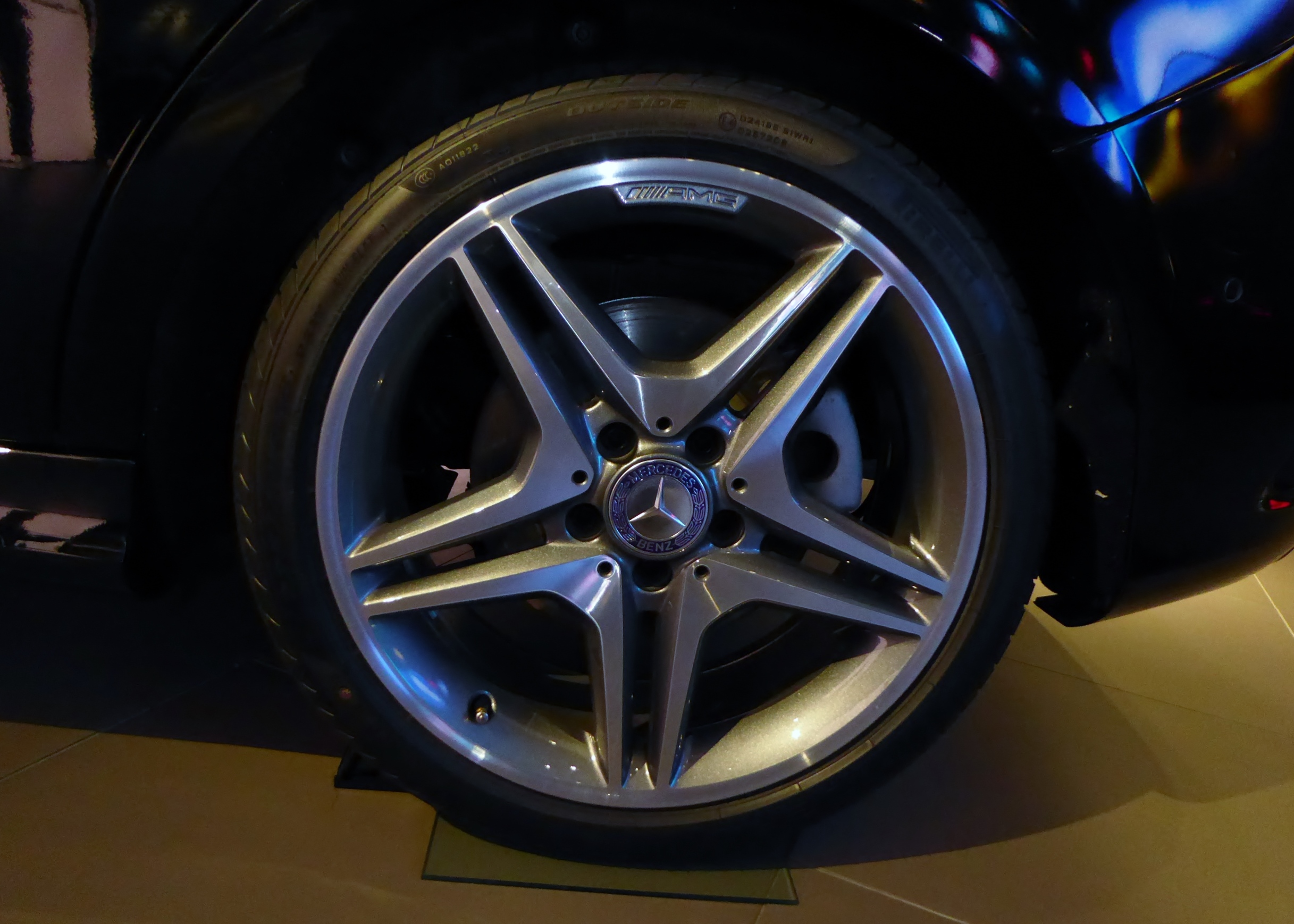
Jante alu de la B 250 4MATIC Sports.

## Mercedes-Benz Type 242
Le Mercedes-Benz Classe B Electric Drive est la variante électrique du Classe B. Il est équipé d'un moteur électrique d'une puissance de 179 chevaux, d'une capacité de 28 kWh.
Ce modèle a connu une courte carrière puisque Mercedes-Benz a décidé en 2017, d'arrêter sa commercialisation faute de ventes suffisantes.

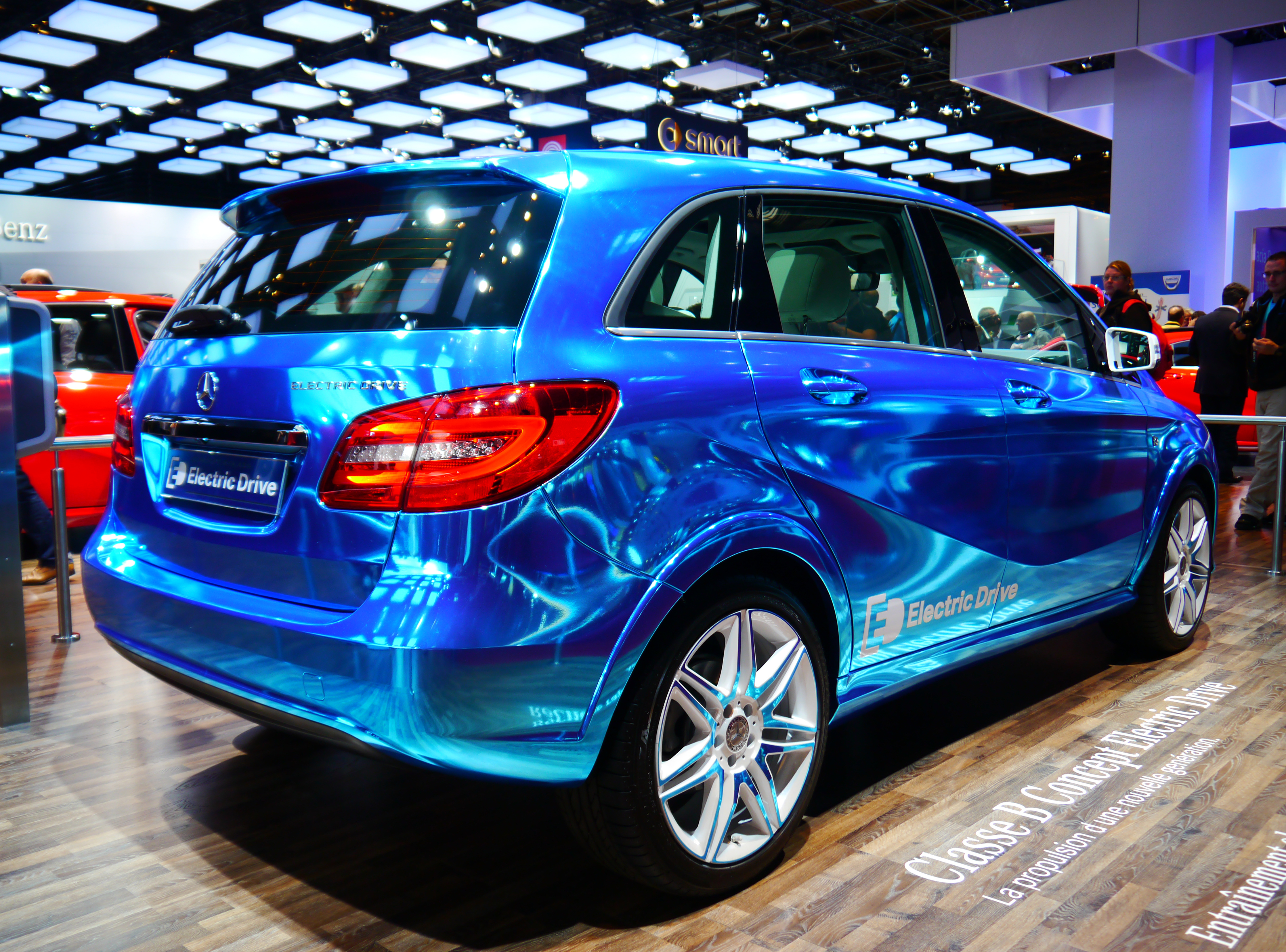
L'Electric Drive au Mondial de l'Automobile 2012 à Paris.

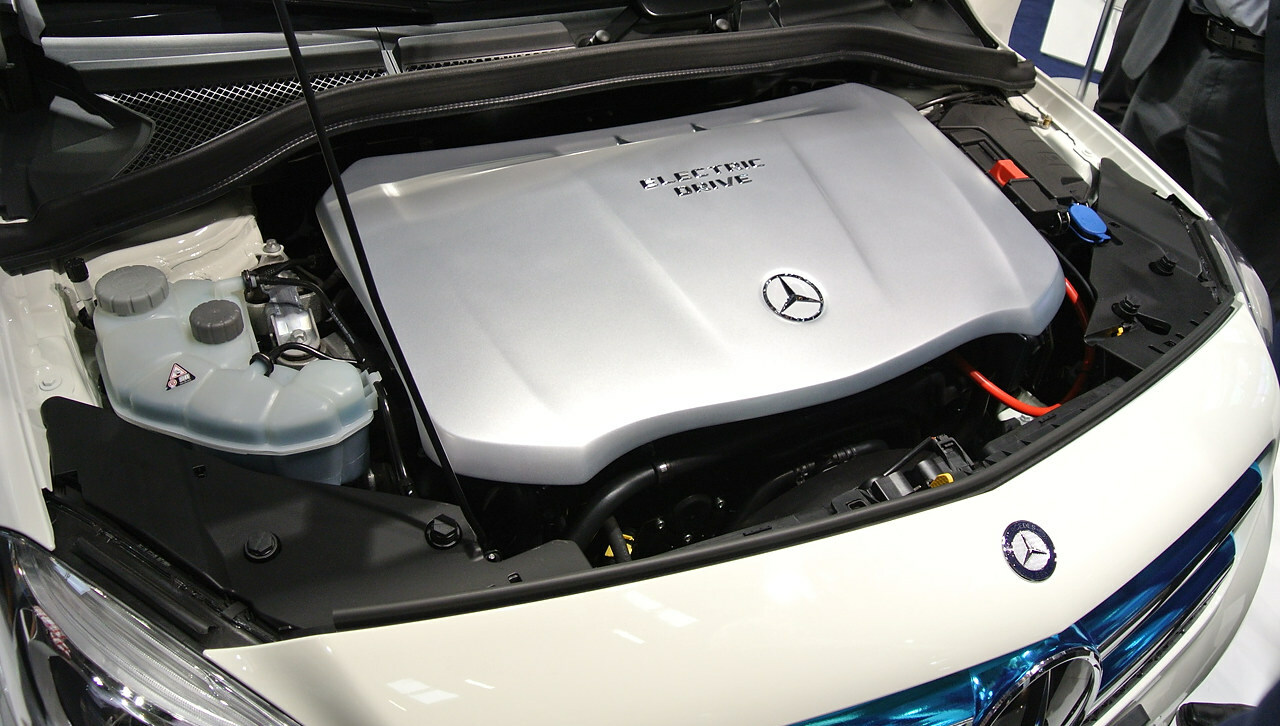
Moteur.

| Modèle         | Construction | Moteur + Nom & capacité batterie      | Performance                  | Couple           | 0 à 100 km/h | Vitesse maxi | Autonomie       | Puissance de charge et temps |
| Electric Drive | 2014 - 2017  | Synchrone à rotor bobiné ... - 28 kWh | 131,6 kW (179 ch) à … tr/min | … N m à … tr/min | 7,9 s        | 160 km/h     | Entre … et … km | … kW … min                   |